# Rudolf Rosner
Rudolf Rosner (ur. 22 lipca 1892 w Gradište, zm. 1941 w Jasenovacu) – chorwacki lekarz neurolog, psychiatra i psychoanalityk, działacz syjonistyczny. Niezależnie od Władysława Sterlinga opisał w 1935 roku objaw znany dziś jako objaw Sterlinga, rzadziej Sterliga-Rosnera.
Ukończył gimnazjum klasyczne w Zagrzebiu. Studiował na Uniwersytecie Wiedeńskim, studia ukończył w 1919. W 1920 roku był asystentem w klinice psychiatrycznej w Zagrzebiu. 
Opublikował pierwszą w języku chorwackim monografię dotyczącą reumatologii.
Był żonaty z Dorą Hirsch (1900–1941). Zginął w 1941 roku zamordowany w obozie w Jasenovacu. Jego żona zginęła w obozie w Jadovnie albo w obozie na wyspie Pag.
Przyjaźnił się z Manèsem Sperberem.
Inny lekarz o takim imieniu i nazwisku był lekarzem dermatologiem w Wiedniu (1892-1955).

## Prace
- O liječenju mutizma. „Liječnički Vjesnik” 7, s. 263, 1917.
- Prilog kazuistici medijastinog emfizema. „Liječnički Vjesnik” 10, s. 542, 1919.
- Kronični reumatizam zglobova. „Liječnički Vjesnik” 1928.

- Deutsch E, Ivančević I, Rosner R. Nezgode i njihovo ocjenjivanje u socijalnom i privatnom osiguranju. Zagreb: tiskara C. Albrecht, 1934.
- Ein Zeichen der Pyramidenbahnläsion an der oberen Extremität. „Wiener klinische Wochenschrift” 48, s. 800–802, 1935.
- Analytische Glossen. „Psychoanalytische Praxis” 1 s. 228, 1931.
- Der Fingerreflex – als Pyramidenzeichen der oberen Extremität. „Schweizerische medizinische Wochenschrift” 70, s. 210–214, 1940.